# Cúp Síp 2009
Cúp Síp 2009 (tiếng Anh: Cyprus Cup 2009), giải bóng đá giao hữu thường niên được tổ chức tại Cộng hòa Síp, diễn ra từ 5 đến 12 tháng 3 năm 2009. Anh là đội tuyển giành chức vô địch.

## Vòng bảng

### Bảng A
| Đội      | Tr | T | H | B | BT | BB | HS | Đ |
| -------- | -- | - | - | - | -- | -- | -- | - |
| Anh      | 3  | 2 | 1 | 0 | 11 | 2  | +9 | 7 |
| Pháp     | 3  | 2 | 1 | 0 | 7  | 4  | +3 | 7 |
| Nam Phi  | 3  | 1 | 0 | 2 | 4  | 9  | −5 | 3 |
| Scotland | 3  | 0 | 0 | 3 | 0  | 7  | −7 | 0 |

| Nam Phi | 0–6     | Anh                                                                       |
| ------- | ------- | ------------------------------------------------------------------------- |
|         | Báo cáo | Williams 18' · Sanderson 19' · Smith 42' · Houghton 54' · Chapman 87' 91' |

| Pháp                      | 2–0 | Scotland |
| ------------------------- | --- | -------- |
| Blanc 69' · Le Sommer 83' |     |          |

| Anh                     | 2–2 | Pháp                    |
| ----------------------- | --- | ----------------------- |
| Carney 28' · Stoney 75' |     | Franco 15' · Thomis 72' |

| Nam Phi                       | 2–0     | Scotland |
| ----------------------------- | ------- | -------- |
| Matlou 75' · Ngwane 86' (pen) | Báo cáo |          |

| Anh                                   | 3–0 | Scotland |
| ------------------------------------- | --- | -------- |
| Aluko 40' · Westwood 66' · Clarke 83' |     |          |

| Pháp                                   | 3–2 | Nam Phi                 |
| -------------------------------------- | --- | ----------------------- |
| Le Sommer 10' · Nécib 79' · Franco 81' |     | Matlou 86' · Esau 90+1' |

### Bảng B
| Đội         | Tr | T | H | B | BT | BB | HS | Đ |
| ----------- | -- | - | - | - | -- | -- | -- | - |
| Canada      | 3  | 2 | 1 | 0 | 5  | 2  | +3 | 7 |
| New Zealand | 3  | 1 | 1 | 1 | 5  | 5  | 0  | 4 |
| Hà Lan      | 3  | 1 | 0 | 2 | 3  | 5  | −2 | 3 |
| Nga         | 3  | 1 | 0 | 2 | 5  | 6  | −1 | 3 |

| Hà Lan         | 2–1 | Nga                  |
| -------------- | --- | -------------------- |
| Melis 34', 45' |     | Mokshanova 44' (pen) |

| Canada     | 1–1 | New Zealand |
| ---------- | --- | ----------- |
| Julien 11' |     | Hassett 34' |

| Canada            | 2–1 | Hà Lan     |
| ----------------- | --- | ---------- |
| Sinclair 15', 34' |     | Spitse 53' |

| Nga                                   | 4–2 | New Zealand                   |
| ------------------------------------- | --- | ----------------------------- |
| Fomina 15', 23', 84' · Kozhnikova 35' |     | Percival 2' · Hearn 60' (pen) |

| Canada                      | 2–0 | Nga |
| --------------------------- | --- | --- |
| Sinclair 70' · Tancredi 82' |     |     |

| New Zealand                  | 2–0 | Hà Lan |
| ---------------------------- | --- | ------ |
| Hearn 50' (pen) · Yallop 75' |     |        |

## Vòng phân hạng

### Tranh hạng bảy
| Scotland               | 2–1 | Nga          |
| ---------------------- | --- | ------------ |
| Grant 21' · Hamill 27' |     | Sochneva 44' |

### Tranh hạng năm
| Hà Lan                                                       | 5–0 | Nam Phi |
| ------------------------------------------------------------ | --- | ------- |
| Melis 2', 33' · Smit 30' · van de Sanden 78' · de Ridder 83' |     |         |

### Tranh hạng ba
| Pháp                                                                       | 1–1     | New Zealand                                                      |
| -------------------------------------------------------------------------- | ------- | ---------------------------------------------------------------- |
| Herbert 88'                                                                | Báo cáo | Yallop 33'                                                       |
| Loạt sút luân lưu                                                          |         |                                                                  |
| Franco · Pizzala · Diguelman · Soubeyrand · Le Sommer · Viguier · Bouhaddi | 6–5     | Smith · Yallop · White · McLaughlin · Oostdam · Percival · Riley |

### Chung kết
| Anh                                      | 3–1     | Canada       |
| ---------------------------------------- | ------- | ------------ |
| Sanderson 32' · Smith 40' · Williams 45' | Báo cáo | Sinclair 14' |